# Orcularia
Orcularia is een geslacht van korstmossen behorend tot de familie Caliciaceae.

## Taxonomie
Het is oorspronkelijk wetenschappelijk beschreven als een sectie van het geslacht Rinodina door de Zweedse botanicus Gustaf Oskar Andersson Malme in 1902. Klaus Kalb en Mireia Giralt promoveerden het tot een geslacht in 2011. Orcularia wordt gekenmerkt door de aanwezigheid van ascosporen die zich zo ontwikkelen dat de septum wordt ingebracht nadat zijwandverdikkingen duidelijk worden, en ook door draadachtige (draadvormige) conidia.

## Soorten
Volgens Index Fungorum telt het geslacht vier soorten (peildatum december 2022):
| Soortnaam                    | Auteur(s)               | Publicatiejaar |
| ---------------------------- | ----------------------- | -------------- |
| Orcularia elixii             | Kalb & Giralt           | 2011           |
| Orcularia insperata          | (Nyl.) Kalb & Giralt    | 2011           |
| Orcularia placodiomorpha     | (Vain.) Kalb & Giralt   | 2011           |
| Orcularia placodiomorphoides | (Imshaug) Kalb & Giralt | 2011           |